# Frank Sullivan (Filmeditor)
Frank Sullivan (* 7. Februar 1896 in Saint Paul, Minnesota; † 30. September 1972 in Los Angeles)  war ein US-amerikanischer Filmeditor.

## Leben
Sullivan zeigte sich innerhalb von fast 30 Jahren ab Mitte der 20er bis Ende der 40er für den Schnitt unzähliger Filme verantwortlich. Zu seinen bekanntesten Stummfilmen und später Tonfilmen zählten West Point, Mata Hari, Tarzan und sein Sohn und Tarzan, der Verteidiger des Dschungels. Für Johanna von Orleans erhielt er 1949 eine Oscarnominierung für den besten Schnitt. Mit Letter to Loretta wendete sich Sullivan 1954 erstmals dem neuen Medium Fernsehen zu und arbeitete bis 1962 an mehreren Fernsehfilmen und -serien, darunter Johnny Ringo, Der Kopfgeldjäger und Westlich von Santa Fé.
Frank Sullivan war der jüngere Bruder des Drehbuchautors C. Gardner Sullivan. Er war mit Doris Sullivan verheiratet und hatte mit ihr zwei gemeinsame Kinder.

## Filmografie (Auswahl)
- 1925: Daddy’s Gone A-Hunting
- 1926: Fluten der Leidenschaft (Torrent)
- 1927: Spring Fever
- 1928: Der Schlauberger (West Point)
- 1928: Sherlock Holmes in tausend Nöten (Detectives)
- 1929: Trotzheirat (Spite Marriage)
- 1931: Mata Hari
- 1931: Herz am Scheideweg (The Easiest Way)
- 1932: Zahlungsaufschub (Payment Deferred)
- 1933: Ganovenbraut (Hold Your Man)
- 1933: Bier her! (What! No Beer?)
- 1934: Geheimagent 13 (Operator 13)
- 1935: Helden von heute (West Point of the Air)
- 1936: Love on the Run
- 1936: Blinde Wut (Fury)
- 1937: The Last of Mrs. Cheyney
- 1938: Zu heiß zum Anfassen (Too Hot to Handle)
- 1939: Musik ist unsere Welt (Babes in Arms)
- 1939: Tarzan und sein Sohn (Tarzan Finds a Son!)
- 1940: Die Nacht vor der Hochzeit (The Philadelphia Story)
- 1941: Die Frau mit der Narbe (A Woman’s Face)
- 1942: Die Frau, von der man spricht (Woman of the Year)
- 1944: Dreißig Sekunden über Tokio (Thirty Seconds Over Tokyo)
- 1945: Zu klug für die Liebe (Without Love)
- 1945: Mann ohne Herz (Adventure)
- 1947: Der Windhund und die Lady (The Hucksters)
- 1948: Johanna von Orleans (Joan of Arc)
- 1949: Herr der Unterwelt (The Crooked Way)
- 1950: Rollschuh-Fieber (The Fireball)
- 1951: Teresa
- 1952: Tarzan, der Verteidiger des Dschungels (Tarzan’s Savage Fury)
- 1952: Meuterei auf dem Piratenschiff (Mutiny)
- 1954: Letter to Loretta (TV-Serie, eine Folge)
- 1958: I Bury the Living
- 1959–1960: Johnny Ringo (Fernsehserie, 5 Folgen)
- 1959–1961: Der Kopfgeldjäger (Wanted: Dead or Alive, Fernsehserie, 6 Folgen)
- 1959–1962: Westlich von Santa Fé (The Rifleman, Fernsehserie, 20 Folgen)

## Auszeichnungen
Oscar
- 1949: Bester Schnitt – Johanna von Orleans (nominiert)